# ハリソン・バーンズ
ハリソン・ブライス・ジョーダン・バーンズ（Harrison Bryce Jordan Barnes, 1992年5月30日 - ）は、アメリカ合衆国アイオワ州エイムズ出身のプロバスケットボール選手。NBAのサンアントニオ・スパーズに所属している。ポジションはスモールフォワードまたはパワーフォワード。

## 経歴

### ハイスクール
2010年のジョーダン・ブランド・クラシックではカイリー・アービングとともにMVPに選ばれた。

### カレッジ
ノースカロライナ大学に進学して2年間プレーした後、ジョン・ヘンソン、タイラー・ゼラー、ケンドール・マーシャルとともに、2012年のNBAドラフトにアーリーエントリーした。

### ゴールデンステート・ウォリアーズ
バーンズはクリーブランド・キャバリアーズ、シャーロット・ボブキャッツ、ワシントン・ウィザーズ、トロント・ラプターズの4チームとワークアウトを行った。2012年のNBAドラフトで1巡目7位でゴールデンステート・ウォリアーズから指名された。
2012-13シーズン、マーク・ジャクソンヘッドコーチのもとで5つのポジションで守備要員として起用された。2013年のプレーオフ2回戦、第4戦で26得点、10リバウンドの活躍を見せた。5月14日、NBAオールルーキー1stチームに選ばれた。新人王投票では8ポイントを獲得し、クリス・コープランドと同じ6位タイであった。
2013-14シーズン、アンドレ・イグダーラの加入もあり、主にベンチからの試合出場となった。ライジング・スターズ・チャレンジに出場し、チーム・ヒルで先発出場、23分間の出場で、16得点の活躍を見せてチームは勝利した。4月16日のデンバー・ナゲッツ戦でこの時点でのキャリアハイとなる30得点を記録した。チームは51勝31敗でウェスタン・カンファレンス第6シードでプレーオフに出場したが、1回戦でロサンゼルス・クリッパーズに3勝4敗で敗れた。
2014-15シーズン、スティーブ・カーがヘッドコーチに就任、再び先発選手として起用されるようになった。3月18日のアトランタ・ホークス戦ではシーズンハイの25得点を記録した。4月2日のフェニックス・サンズ戦では残り1秒を切ったところで、決勝シュートを決めてチームは107-106で勝利した。カンファレンスファイナル第5戦では24得点を記録して、チームは40年ぶりのNBAファイナル出場を果たした。ファイナルのクリーブランド・キャバリアーズとの対戦では5戦中3試合で2桁得点を記録し、NBAファイナル優勝を果たした。2015-16シーズンにもファイナル進出を果たし、7戦中4試合で2桁得点を記録したが（第6戦では無得点に終わった）、3勝4敗でチームは連覇を逃した。

### ダラス・マーベリックス
2016年7月3日、制限付きFAとなっていたバーンズはウォリアーズからのクオリファイング・オファーを拒否し、ダラス・マーベリックスが提示したマックス契約の4年総額9500万ドルのオファーシートにサイン、一方ウォリアーズは翌日、ケビン・デュラントの獲得を発表したことにより、マーベリックスのオファーにマッチせず、バーンズのマーベリックス移籍が決定した。11月6日のミルウォーキー・バックス戦でキャリアハイを更新する34得点を記録、開幕5連敗を喫していたマーベリックスに、シーズン初勝利をもたらした。マーベリックス加入から43試合連続で2桁得点を記録するという球団新記録を達成した。

### サクラメント・キングス
2019年2月6日にザック・ランドルフ、ジャスティン・ジャクソンとのトレードでサクラメント・キングスへ移籍した。オフにプレイヤーオプションを破棄してFAとなったが、キングスと4年総額8,500万ドルで再契約した。2021-22シーズン、10月20日、シーズン開幕戦となったポートランド・トレイルブレイザーズ戦でキャリアハイの8本の3ポイントを決めるなど、この時点でのキャリアハイとなる36得点を記録した。1月22日のミルウォーキー・バックス戦で29得点を決め、この試合でNBAキャリア通算10000得点を記録した。
2022-23シーズン終了後、キングスと3年総額5400万ドルで再契約した。2023-24シーズン、2024年1月25日のゴールデンステート・ウォリアーズとの対戦でキャリアハイを更新する39得点を記録した。

### サンアントニオ・スパーズ
2024年7月8日に3チーム間のサイン・アンド・トレードで、サンアントニオ・スパーズへ移籍した。2024-25シーズン、第5週に行われた3試合で22.3得点、8.7リバウンドを記録し、自身初の週間最優秀選手に選出された。13シーズン目での週間最優秀選手賞初受賞はNBA史上最も遅い受賞となった。4月10日、古巣ゴールデンステート・ウォリアーズ戦では試合終了間際にブザービーターとなる3ポイントを決めるなど、20得点を記録してチームに勝利をもたらした。

## 代表歴
2016年のリオデジャネイロオリンピック、2019年のFIBAワールドカップにアメリカ合衆国代表で出場した。

## 個人成績

### NBA

#### レギュラーシーズン
| シーズン | チーム | GP  | GS  | MPG  | FG%  | 3P%  | FT%  | RPG | APG | SPG | BPG | PPG  |
| -------- | ------ | --- | --- | ---- | ---- | ---- | ---- | --- | --- | --- | --- | ---- |
| 2012–13  | GSW    | 81  | 81  | 25.4 | .439 | .359 | .758 | 4.1 | 1.2 | .6  | .2  | 9.2  |
| 2013–14  | GSW    | 78  | 24  | 28.3 | .399 | .347 | .718 | 4.0 | 1.5 | .8  | .3  | 9.5  |
| 2014–15  | GSW    | 82  | 82  | 28.3 | .482 | .405 | .720 | 5.5 | 1.4 | .7  | .2  | 10.1 |
| 2015–16  | GSW    | 66  | 59  | 30.9 | .466 | .383 | .761 | 4.9 | 1.8 | .6  | .2  | 11.7 |
| 2016–17  | DAL    | 79  | 79  | 35.5 | .468 | .351 | .861 | 5.0 | 1.5 | .8  | .2  | 19.2 |
| 2017–18  | DAL    | 77  | 77  | 34.2 | .445 | .357 | .827 | 6.1 | 2.0 | .6  | .2  | 18.9 |
| 2018–19  | DAL    | 49  | 49  | 32.3 | .404 | .389 | .833 | 4.2 | 1.3 | .7  | .2  | 17.7 |
| 2018–19  | SAC    | 28  | 28  | 33.9 | .455 | .408 | .800 | 5.5 | 1.9 | .6  | .1  | 14.3 |
| 2019–20  | SAC    | 72  | 72  | 34.5 | .460 | .381 | .801 | 4.9 | 2.2 | .6  | .2  | 14.5 |
| 2020–21  | SAC    | 58  | 58  | 36.2 | .497 | .391 | .830 | 6.6 | 3.5 | .7  | .2  | 16.1 |
| 2021–22  | SAC    | 77  | 77  | 33.5 | .469 | .394 | .826 | 5.6 | 2.4 | .7  | .2  | 16.4 |
| 2022–23  | SAC    | 82  | 82  | 32.5 | .475 | .374 | .847 | 4.5 | 1.6 | .7  | .1  | 15.0 |
| 2023–24  | SAC    | 82  | 82  | 29.0 | .474 | .387 | .801 | 3.0 | 1.2 | .7  | .1  | 12.2 |
| 2024–25  | SAS    | 82* | 82* | 27.2 | .508 | .433 | .809 | 3.8 | 1.7 | .5  | .2  | 12.3 |
| 通算     | 通算   | 993 | 932 | 31.3 | .460 | .385 | .810 | 4.8 | 1.8 | .7  | .2  | 13.9 |

#### プレーオフ
| シーズン | チーム | GP | GS | MPG  | FG%  | 3P%  | FT%  | RPG | APG | SPG | BPG | PPG  |
| -------- | ------ | -- | -- | ---- | ---- | ---- | ---- | --- | --- | --- | --- | ---- |
| 2013     | GSW    | 12 | 12 | 38.4 | .444 | .365 | .857 | 6.4 | 1.3 | .6  | .4  | 16.1 |
| 2014     | GSW    | 7  | 0  | 22.3 | .396 | .381 | .563 | 4.0 | 1.1 | .1  | .4  | 7.9  |
| 2015     | GSW    | 21 | 21 | 32.4 | .440 | .355 | .735 | 5.2 | 1.5 | .8  | .5  | 10.6 |
| 2016     | GSW    | 24 | 23 | 31.0 | .385 | .342 | .765 | 4.7 | 1.3 | .7  | .2  | 9.0  |
| 2023     | SAC    | 7  | 7  | 28.0 | .417 | .240 | .731 | 3.4 | .7  | 1.1 | .3  | 10.7 |
| 通算     | 通算   | 71 | 63 | 31.5 | .419 | .343 | .752 | 4.9 | 1.3 | .7  | .4  | 10.7 |

### カレッジ
| シーズン | チーム | GP | GS | MPG  | FG%  | 3P%  | FT%  | RPG | APG | SPG | BPG | PPG  |
| -------- | ------ | -- | -- | ---- | ---- | ---- | ---- | --- | --- | --- | --- | ---- |
| 2010–11  | UNC    | 37 | 36 | 29.4 | .423 | .344 | .750 | 5.8 | 1.4 | .7  | .4  | 15.7 |
| 2011–12  | UNC    | 38 | 37 | 29.2 | .440 | .358 | .723 | 5.2 | 1.1 | 1.1 | .3  | 17.1 |
| 通算     | 通算   | 75 | 73 | 29.3 | .431 | .349 | .734 | 5.5 | 1.3 | .9  | .4  | 16.4 |